# 13993 Clemenssimmer
13993 Clemenssimmer (1993 FN9) là một tiểu hành tinh vành đai chính.